# Turbo (album)
 For alternative betydninger, se Turbo (flertydig). (Se også artikler, som begynder med Turbo)
Turbo er det tiende studiealbum af det britiske heavy metal-band Judas Priest, som blev udgivet i april 1986 gennem Columbia Records.
Albummet blev indspillet i Compass Point Studios i Nassau, Bahamas og mixet i januar og februar 1986 i Record Plant Studios i Los Angeles, Californien. I 2002 blev en kvalitetsforbedret version af albummet udgivet, hvor to bonusspor var tilføjet. Turbo var den første udgivelse hvorpå bandet brugte guitar synthesizere, som bidragede til dets lyd.
Som følge af albummet Defenders of the Faith, var Judas Priest på deres popularitets højdepunkt. Et pres fra pladeselskabet med et ønske om de skulle sælge flere plader, ledte til indspilningen af dobbeltalbummet Twin Turbos, der dog aldrig blev udgivet. I stedet delte de materialet op, således at de kommercielle sange prægede Turbo. Albummet solgte, til at begynde med, meget godt og fik den 10. juni 1986 tildelt guld af RIAA og paltin den 24. juli 1987, og nåede også plads 33 i Storbritannien og en 17. plads på Billboard 200. Trods dette var reaktionerne fra inkarnerede fans meget negative, og den efterfølgende turné blev ikke den forventede succes.
"Turbo Lover" var en af sangene på det amerikanske PlayStation 2-spil fra 2001, Gran Turismo 3.
"Parental Guidance" blev skrevet som reaktion på Al Gore's hustru, Tipper Gore's anklager mod bandet. Gennem organisationen Parents Music Resource Center (PMRC), havde hun udnævnt "Eat Me Alive" (fra Defenders of the Faith) som nr. 3 på listen over "beskidte rocksange".

## Spor
Alle sangene er skrevet af Rob Halford, K.K. Downing og Glenn Tipton.
1. "Turbo Lover" – 5:33
2. "Locked In" – 4:19
3. "Private Property" – 4:29
4. "Parental Guidance" – 3:25
5. "Rock You All Around the World" – 3:37
6. "Out in the Cold" – 6:27
7. "Wild Nights, Hot & Crazy Days" – 4:39
8. "Hot for Love" – 4:12
9. "Reckless" – 4:17

### 2002 bonusspor
1. "All Fired Up" – 4:45
2. "Locked In" (Live) – 4:24

## Musikere
- Rob Halford – Vokal
- K.K. Downing – Guitar
- Glenn Tipton – Guitar
- Ian Hill – Bas
- Dave Holland – Trommer